# Bernard Loiseau

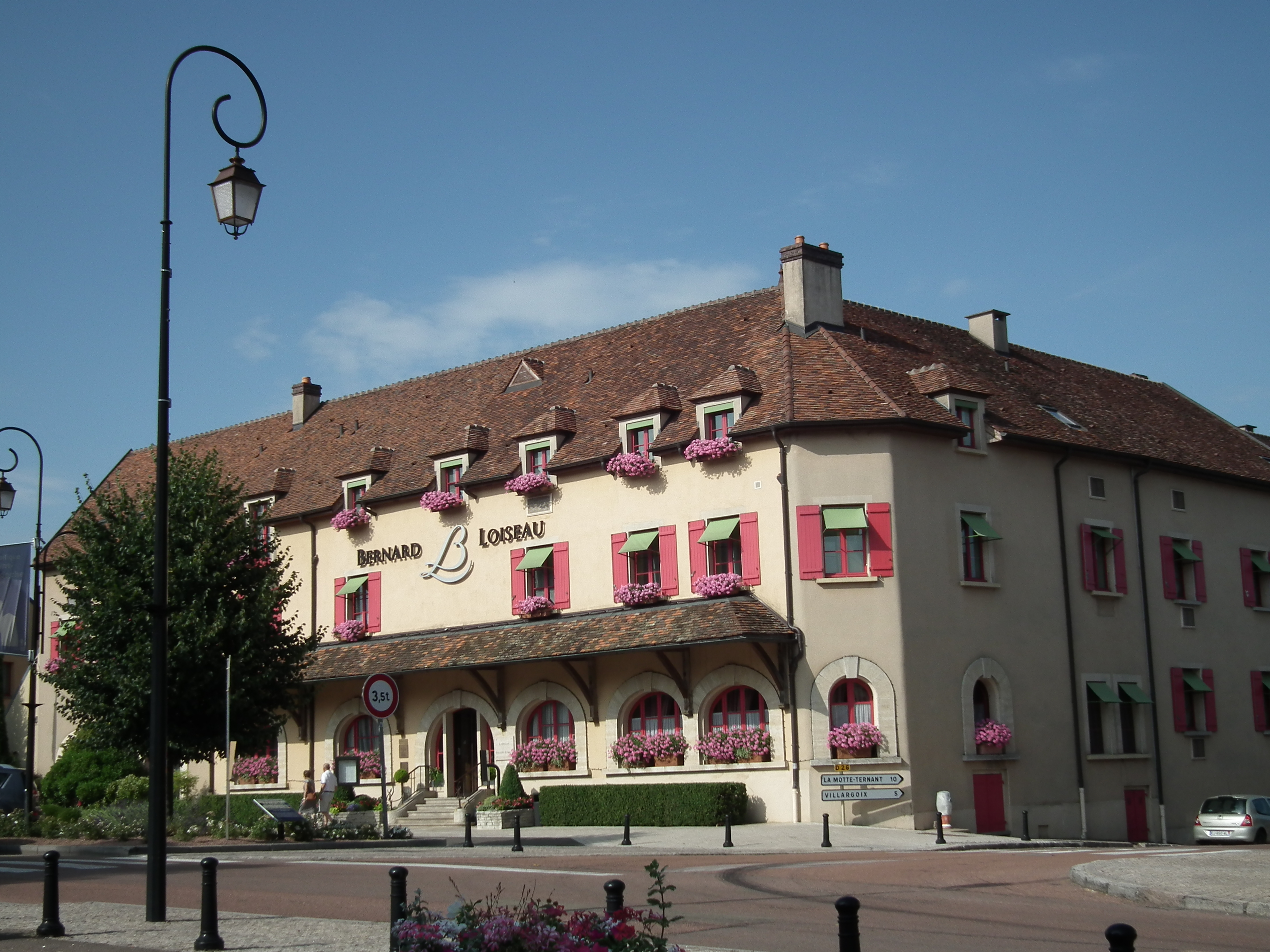
La Côte d'Or

Bernard Loiseau (Chamalières, 13 januari 1951 – Saulieu, 24 februari 2003) was een Franse chef-kok.
Loiseau was de kok-eigenaar van La Côte d'Or in Saulieu (Bourgogne). Het restaurant kreeg zijn eerste Michelinster in 1977 en de derde in 1991. Naast kok was Loiseau ook zakenman. Hij had verschillende restaurants en boetieks in Parijs, hij gaf boeken uit, en hij verkocht culinaire producten. Om dat te financieren ging hij in 1998 naar de beurs. In 2002 was de omzet van Groupe Loiseau 7 miljoen euro in Saulieu, 3,5 miljoen in Parijs en overige inkomsten (advies, promotie) waren goed voor 0,78 miljoen.
Loiseau pleegde op 52-jarige leeftijd zelfmoord. La Côte d'Or was net in de Gault Millau - een van de toonaangevende Franse restaurantgidsen - gezakt van 19 naar 17 punten. Bovendien vreesde Loiseau een van zijn drie Michelinsterren kwijt te raken. Op de dag van zijn begrafenis kwam de Michelingids uit. La Côte d'Or had de drie sterren behouden. Na zijn dood zette zijn vrouw de Groupe Loiseau voort. Het restaurant werd hernoemd tot Le Relais Bernard Loiseau als eerbetoon aan hem. In 2016 verloor het een ster.
De Franse overheid onderscheidde Loiseau in 1991 onder meer als Ridder in het Legioen van Eer.